# American Basketball Association
American Basketball Association, ABA, var en amerikansk basketliga som existerade mellan 1967 och 1976. ABA upplöstes 1976 när den gick ihop med National Basketball Association (NBA) som hade bildats 1949 och existerar än idag.
Lagen som gick över från ABA till NBA vid sammanfogningen var New York Nets, Denver Nuggets, Indiana Pacers och San Antonio Spurs.